# Campionati svedesi di sci alpino 1966
Ai Campionati svedesi di sci alpino 1966 furono assegnati i titoli di discesa libera, slalom gigante e slalom speciale, sia maschili sia femminili.

## Risultati
| Specialità      | Uomini            | Donne             |
| --------------- | ----------------- | ----------------- |
| Discesa libera  | Mauritz Lindström | Elisabeth Norlén  |
| Slalom gigante  | Rune Lindström    | Monica Hermansson |
| Slalom speciale | Lars Olsson       | Ingrid Sundberg   |